# 稻香村大酒店
24°49′06″N 121°14′24″E / 24.818353°N 121.239981°E
稻香村大酒店，是位於臺灣桃園市龍潭區石門水庫風景區的飯店，1987年開始營運，因石門水庫旅遊衰退而營收不佳，曾試圖轉型為養老院，最終歇業。

## 歷史

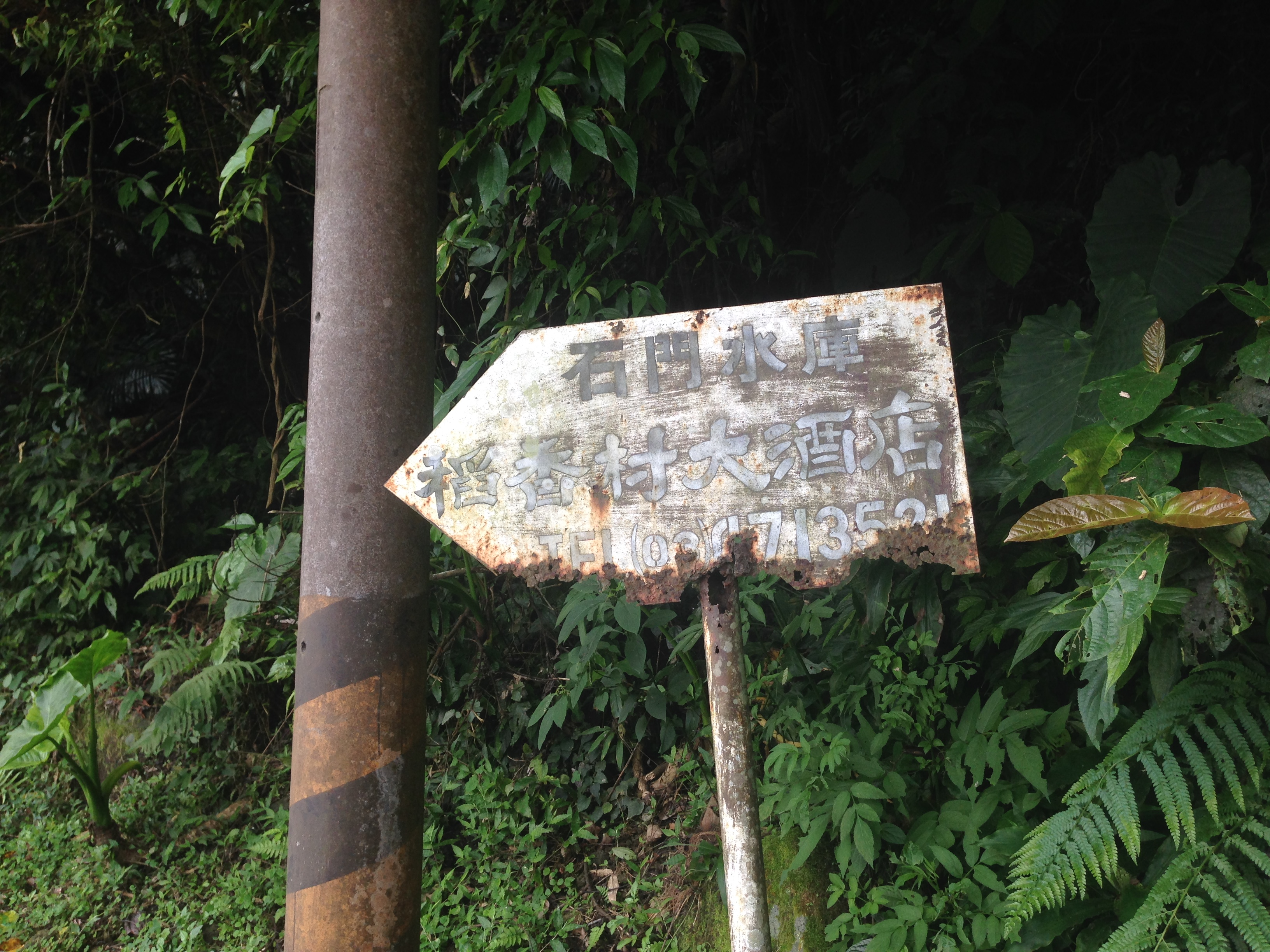
原石門水庫環湖公路稻香村大酒店指路牌（攝於2017年）

1965年，政府頒定「石門水庫觀光事業以鼓勵民間投資為原則」方針，山坡地租金以公告地價4%收取，開始帶動當地娛樂、觀光業。當時洩洪的壯觀景致吸引旅客前來，壩底道路有大型摩天輪的亞洲樂園，又可漫步楓林步道及梅園等，炒熱了石門水庫旅遊市場。
1987年，石門水庫旁稻香村大酒店開始營業，由朱魯青擔任景觀及內部設計，設有中西餐廳、夜總會、會議廳、網球場、游泳池、健診中心、三溫暖等休閒育樂設施。地址是桃園縣龍潭鄉石門水庫稻香村一號，樓高8層，套房有220間。酒店董事長為熊振芳，身兼富格林集團關係企業的嘉多利建設公司、華中礦業公司等多家公司董事長。
1980年代中，記者推薦的石門水庫旅遊路線就包括此飯店與石門芝麻大酒店等，旅客可由台4線先到水庫後池的堰堤橋，先遊水庫大壩對面的石門童話世界，原路回程再瀏覽水庫後池畔的亞洲樂園，後至大壩處欣賞湖光山色，於此搭船到對面的仙島樂園，接著可沿環湖公路的懷德路依序欣賞中游的龍珠灣樂園、阿姆坪樂園等。中華戶外生活協會、中國時報集團也會與稻香村大酒店合作，舉辦國小學童的寒假營。報媒也推薦這間為合適的公司教育訓練場地。
1988年6月28日，熊振芳涉嫌將吸收民間游資記帳為「股東往來」金額做假帳，由高檢處檢察官楊森土下令收押禁見。次年12月14日，熊振芳被判無罪，但富格林董事長、總統府戰略顧問袁樸以違反銀行法判二年有期徒刑。
1991年秋，飯店花費上億元新台幣重新裝潢，將原有裝潢、格局全部重新改裝外，增添迪斯可舞廳、及KTV、歐式保齡球場。隨著臺灣人出國旅遊開始盛行，臺灣遊樂區人潮每況愈下。1993年3月27日，稻香村大酒店更名為「金齡山莊」，作為養老院使用，所有進入安養的老人均須繳入會費50萬元。此為接手的醫生蕭永豐主導，但轉型失敗。
原本桃園觀光業者期待北二高通車後能帶動觀光人潮，但1994年依據桃園縣政府觀光課所調查，石門水庫的旅遊業為負成長。1995年初蕭永豐創建圓明緣公司推廣旅遊投資，稻香村大酒店與石門芝麻大酒店合併稱為「圓明緣國際酒店」。1998年，政府規定石門水庫集水區標高250公尺以上區域，50尺範圍土地嚴禁開發，加上紅極一時的亞洲樂園因經營權問題停擺，更影響了當地觀光旅遊。同年7月1日，石門水庫觀光業者聯誼會，蕭永達等旅館業者抱怨觀光地區公告地價曾大幅調漲一百倍，使得營運成本急遽增加，經營日益困難，石門地區觀光業虧損連連。
稻香村大酒店與石門芝麻大酒店在2004年報導時已近歇業。2008年關閉。